# Svenska Rugbyförbundet
Svenska Rugbyförbundet (SRF) ist der nationale Sportverband für Rugby Union und Siebener-Rugby in Schweden. Der Verband wurde im Jahr 1932 unter dem Namen Stockholms Rugbyförbund gegründet und hat seinen Sitz in Göteborg. Seit 1988 vertritt er Schweden beim Weltverband World Rugby und seit 1958 beim Kontinentalverband Rugby Europe.

## Aufgabe
Svenska Rugbyförbundet stellt die Schweden vertretenden Nationalmannschaften, einschließlich der für die Männer, Frauen und Jugend, zusammen. Daneben organisiert der Verband das Kinder- und Jugend-Rugby in Schweden. Kinder und Jugendliche werden bereits in der Schule an den Rugbysport herangeführt und je nach Interesse und Talent beginnt dann die Ausbildung. Wie andere Rugbynationen verfügt Schweden über eine U-20-Nationalmannschaft, die an den entsprechenden Europa- und Weltmeisterschaften teilnimmt. Ebenso ist Svenska Rugbyförbundet verantwortlich für die schwedische Siebener-Rugby-Nationalmannschaft und da Siebener-Rugby eine olympische Sportart ist, arbeitet sie hier mit dem Sveriges Olympiska Kommitté zusammen.
Der Verband organisiert auch den nationalen Spielbetrieb. Die höchste Rugby-Union-Liga des Landes ist die 1943 gegründete Allsvenskan mit sechs Mannschaften, in der um die Schwedische Rugby-Meisterschaft gespielt wird. Ein Großteil der für die Nationalmannschaft antretenden Spieler speist sich aus dieser Liga.

## Geschichte
Svenska Rugbyförbundet wurde 1932 als Stockholms Rugbyförbund gegründet und 1988 Vollmitglied des International Rugby Football Board (IRFB; heute World Rugby). Außerdem trat Svenska Rugbyförbundet im Jahr 1958 dem Kontinentalverband Fédération Internationale de Rugby Amateur (FIRA; heute Rugby Europe) bei.